# Rubellite
La rubellite è una tormalina di colore rosso purpureo, appartiene alla classe dei silicati ed è una varietà di elbaite.

## Storia
I cristalli di rubellite erano noti in Europa quando furono importati i campioni dall'Oriente già in epoca romana, tuttavia questi esemplari di rubellite vennero confusi con altre gemme rosse come alcuni granati e spinelli.
Persino Plinio il Vecchio, come già in Grecia Teofrasto prima di lui, la confuse con il lyncurius, un tipo particolare di gemma che si riteneva derivata dalla cristallizzazione di urina di lince. I Romani erano convinti che questa pietra possedesse una forza segreta particolare e la impiegavano per creare fibbie e spille soprattutto in forma di animali.
In Asia, in particolar modo in Cina, la rubellite venne utilizzata per realizzare i fermagli che adornavano i vestiti dei mandarini cinesi.
Verso il 1590 navi mercantili olandesi raggiunsero le coste dello Sri Lanka e, poco più di un secolo dopo, verso il 1703, le tormaline arrivavano già sui mercati europei. Ma, come si è detto, la confusione con altri minerali dello stesso colore era assai frequente. Ad esempio, numerose pietre preziose appartenenti al tesoro dello zar Pietro I di Russia (1672-1725), credute per molto tempo dei rubini, furono più tardi riconosciute come gemme di rubellite.
Nel 1998, la scoperta di una grande miniera di tormaline in Nigeria fece svettare sui mercati delle pietre preziose la popolarità della rubellite.

## Abito cristallino
I cristalli sono fibroso-aciculari o in prismi striati con lati che formano un triangolo a lati curvi.

## Origine e giacitura
La rubellite proviene dai depositi alluvionali.

## Forme in cui si presenta in natura
Spesso le facce delle piramidi hanno diversa lucentezza.
La rubellite, che presenta un forte dicroismo, ossia un colore primario e uno secondario, è una pietra di color rosa intenso, magenta o rosso rubino. Tali colorazioni sono attribuite al manganese e in parte al litio, tuttavia è molto frequente la colorazione tendente al violetto, talora anche all'albicocca. Inoltre, essendo una pietra di tipo III, può presentare numerose inclusioni visibili anche a occhio nudo.

## Caratteristiche chimico-fisiche
Raramente i campioni rosso-bruniccio se sottoposti a riscaldamento diventano di colore rosso luminoso.

## Il taglio
Le rubelliti in cristalli prismatici vengono tagliate a forma di gradini, mentre le rubelliti a cristalli appiattivi o di modeste dimensioni vengono intagliate a gemme tonde o a cabochon. Sono frequenti, in ogni caso, anche i tagli ovale, a goccia o a cuore.

## Gemme di colore simile
- Morganite[2]
- Kunzite Patroke[2]
- Spinello[1][2]
- Rubino[1][2]
- Topazio rosa e rosso[2]
- Granato magenta[1][2]
- Berillo[1]
- Apatite rossa[1]
- Vetri colorati[2]
- Corindone artificiale[2]
- Spinelli sintetici[2]

## Paesi di provenienza
Il minerale si trova in Birmania; nelle pegmatiti brasiliane nei bacini del rio Doce e del rio Jequitinhona; negli Urali nel villaggio di Shaitanka presso Sverdlovs'k; nella contea di San Diego in California; ad Anjanabonoina, vicino alla città di Betafo, in Madagascar e, in Italia, all'isola d'Elba. Le gemme più pregiate si trovano tuttavia in Brasile (famosa la rubellite proveniente dalla miniera Cruzeiro) e in Nigeria vicino alla città di Ibadan, dove verso la fine degli anni novanta se ne è scoperta la varietà in assoluto più bella e con gli esemplari di maggior caratura. In Mozambico, nella Provincia di Manica, tra il gennaio e l'aprile del 2008 è stata trovata la preziosissima rubellite Shimoyo, divenuta celebre per la sua eccezionale mancanza di inclusioni e per il colore molto intenso e puro. La miniera ha prodotto solo 10 kg del minerale ed è ormai già esaurita.